# Adjektivierung
Mit dem Begriff Adjektivierung bezeichnet man die Bildung eines Adjektivs aus einer anderen Wortklasse durch Derivation (Ableitung).

## Beispiele
- Furcht (Substantiv) → furchtsam
- Haus (Substantiv) → häuslich
- lesen (Verb) → lesbar
- dort (Lokaladverb) → dortig ↔ hier (Lok.-Adv.) → hiesig
- Kopernikus (Eigenname) → kopernikanisch (z. B. kopernikanisches Weltbild)

Ein besonderer Fall von Adjektivierung ist ferner die Bildung eines Partizips aus einem Verb: Die entstehende Form wird auch als „Mittelwort“ bezeichnet, weil gewisse Eigenschaften der verbalen Ausgangsform in der Adjektivierung erhalten bleiben. 